# 압살롬 존스
압살롬 존스(Absalom Jones, 1746년 11월 7일 ~ 1818년 2월 13일)는 미국에서 첫 아프리카계 미국인 개신교 성공회 성직자였다.  그는 미국에서 첫 흑인 성공회 교회인 필라델피아에서 세인트 토머스 아프리카 성공회의 주요 창립자였다.  자신의 교회로 영적인 지도와 신앙적인 훈령을 제공하는 것에 곁으로 존스는 또한 경제적 원조와 교육적인 기회들을 필요로 한 이들에게 제공하기도 하였다.  그는 몇몇의 학교들을 창립하고 여성 공제회와 아프리카 친선 사회를 설립하였다.
존스는 자유 아프리카 사회를 결성하는 도움을 주었고 필라델피아에서 매우 존경을 받은 공동체 지도자였다.  불타는 노예제 폐지론자로서 존스는 노예제를 싸우는 것에 항의를 위하여 자신의 설교단을 이용하였다.  존스는 아프리카 메이소닉 로지에서 지도자였으며 또한 1812년 전쟁이 일어난 동안 필라델피아의 방어에 싸웠던 흑인 군인들의 단체 "검은 군단"을 형성하는 데 남성들을 모집하는 도움을 주었다.  흑인들 가운데 그의 사역은 그가 "성공회의 첫 흑인 주교"로 알려졌던 것으로 굉장히 상당하였다.

## 자유를 매입하다
델라웨어 식민지 서식스군에서 태어났다.  그의 노예 부모는 최소한 5명의 다른 아들과 하나의 딸을 두었다.  어린이로서 압살롬은 집에서 자신의 주인을 기다리는 데 밭으로부터 끌려나왔다.  압살롬은 열성적인 학생이었고 경우적으로 자신에게 주어진 잔돈을 모아 책들을 사는 데 그것들을 썼다.  그는 시초적으로 어린이들에게 읽는 것을 가르치는 데 사용된 작은 책을 샀고 자신에게 읽는 도움을 줄 사람들로부터 가르침을 구했다.  시간이 지남에 따라 그는 철자의 책을 살 수 있었고 결국 신약성서의 원본을 샀다.  1762년 압살롬, 그의 모친과 형제·자매들은 팔렸다.  16세의 압살롬은 윈쿠프로 불리는 남성에 의하여 매입되었다.  그는 잡역부이자 점원으로서 자신의 새로운 주인의 상점에서 일하는 데 필라델피아로 데려가졌다.  서서히 존스는 쓰는 방법을 배워 자신의 가족에게 자신의 편지를 쓸 수 있었다.
1766년 존스는 필라델피아에서 퀘이커 교도들에 의하여 운영된 흑인들을 위한 야간 학교에 다닐 수 있었다.  그의 글쓰기는 향상되었고 그는 교역에서 필요했던 실습적인 수학 실력을 배웠다.  1770년 1월 4일 존스는 세라 킹으로 불린 여성에게 속했던 노예 여성 메리에게 결혼하였다.  존스는 메리의 자유를 사는 데 필요했던 30 파운드를 모으는 목적에 기부와 대출을 모았다.  그는 20 파운드를 낼 수 있었고 킹은 10 파운드의 잔액을 용서하였다.  다음 8년 동안 존스는 자신이 빌린 돈을 갚는 데 저녁마다 자정이 넘어서 일하였다.  메리의 자유는 자신들의 결혼 생활의 아무 자녀가 그러고나서 노예 생활에서 자유로워 질 것을 의미하였다.  펜실베이니아 법률은 미국 독립 전쟁이 진행되면서 바뀌고 있었다.  1780년 노예제도 반대 법안은 미국에서 처음 중의 하나였다.  법령은 그 통과 후에 태어난 전체의 자녀들은 그녀가 이제 자유인이었던 이래 자유로워 질 것을 마련하였다.  만약 그녀가 노예로 남아있었다면 그녀의 자녀들은 자신들이 28세에 도달했을 때까지 하인들로 남아있을 것이었다.
1778년까지 부부는 자신들의 빚을 내고 존스의 자유를 매입하는 신청을 이루는 데 충분한 돈을 모았다.  존스의 요구는 즉시 승인되지 않았으나 존스와 그의 부인은 지속적으로 열심히 일을 하고 자신들을 돈을 모았다.  그들은 집과 자신들이 구입한 많은 것을 발견하였다.  그들은 안그러면 존스의 주인이 그것을 주장할 것에 두려워 했기 때문에 메리의 이름에 집을 등록하였다.  존스는 자신 소유의 자유를 매입하는 데 다시 한번 신청을 하였고 이번에는 승인되었다.  1784년 10월 1일 그는 노예 생활로부터 풀려났다.  자신의 자유가 확보되면서 존스는 자신의 이전 주인에 의하여 소유된 상점에서 지속적으로 일하였다.  그는 좋은 임금을 벌었고 도시의 남부에서 자신의 부지에 2체의 임대 주택을 지으면서 자신의 가족의 재정 보안으로 추가하였다.

## 자유 아프리카 사회
감리교 감독교회는 미국에서 새로운 교파였다.  그것은 1784년 프랜시스 애스베리와 토머스 코크의 지도 아래 결성되었다.  필라델피아, 뉴욕과 볼티모어 같은 미국의 대도시들에서 다수의 흑인들이 교회에 가입하였다.  존스와 그의 친구 리처드 앨런은 세인트 조지 감리교 감독교회의 자유 흑인 일원들 중에 안수받지 않은 목사들이 되었다.
애스베리와 코크의 활기찬 설교와 사목 활동은 회원으로 큰 증가를 가져왔고 거대한 수에 흑인과 백인들도 마찬가지로 교회에 가입하였다.  교회 건물 안에서 좌석 공간은 1780년대 후반에 문제가 되었다.  시초적으로 교회의 흑인 회원드른 자신들의 좌석들을 포기하고 벽에 기대어 서는 데 의문되었다.  과밀이 아직도 문제면서 교회는 추가 건물을 짓는 데 캠페인에 착수하였다.  흑인 회원들은 계획으로 자신들의 원동력과 돈의 몫을 기부하였으며 그것이 완료되었을 때 그들은 이담에 주요 바닥 위로 새로운 갤러리에 앉을 것이 전해졌다.  하나의 일요일 아침 예배에 존스와 다수의 흑인들은 자신들이 기도를 위하여 무릎을 꿇은 발코니 좌석으로 안내를 받았다.  안내인은 그들이 자신들을 위하여 예정된 장소에 없었던 것을 결심하였고 그들이 자신들의 기도를 마치기 전에 존스와 다른이들을 제거하는 시도를 하였다.  분개한 전체 흑인들의 단체는 교회 밖으로 걸어 나가고 돌아오지 않았다.  사건은 독립적인 흑인 교회 운동의 시작을 특징지었다.
1787년 4월 12일 세인트 조지 감리교 감독교회에서 걸어 나간 어떤이들을 포함한 흑인 감리교도들의 단체는 필라델피아에서 만나 자유 아프리카 사회를 형성하였다.  그것은 존재하는 어떤 기록이 존재하는지 미국에서 자유 흑인들 중에 첫 단체였다.  존스는 지도자였고 앨런은 흑인 공동체의 이익을 위하여 세워진 이 초교파적인 사회의 감독이었다.  그 원래 목적은 과부와 고아들에게 유익을 주고 보건과 장례비가 필요한 자들을 위하여 지불하는 것이었다.  회원들은 자신들이 각각의 달에 만났을 때 펜실베이니아의 은화에 1 실링의 회비를 지불하였다.  사회는 뉴욕과 보스턴을 포함한 다른 도시들에서 자유 아프리카 사회의 결성에 용기를 주었다.  자유 아프리카 사회의 회원직은 수행의 특정 코드로 엄격한 준수를 필요하였다.
자유 아프리카 사회는 1791년 1월 1일 빌린 방에서 정규적인 종교 의식을 치렀다.  서서히 자유 아프리카 사회는 그 자신을 초교파적인 "아프리카 교회"로 변신하였다.  교회 지도자들은 1792년의 여름에 만나 부동산을 구입하고 건물을 세우는 결의를 통과시켰다.  하지만 필라델피아에서 황열 전염병이 터졌을 때 1793년 건설은 중단되었다.  사망자가 늘어나면서 수천명의 주민들이 시골 지역으로 달아났다.  전염병은 결국적으로 거의 4천명의 목숨을 앗아갈 것이었다.
존스는 아프고 죽어가는 사람들에게 도움을 제공하는 데 흑인 공동체를 동원하는 도움을 주었다.  간호원, 무덤을 파는 인부와 장의사들을 포함한 다양한 형성들에 원조가 왔다.  날씨가 서늘해지고 사망자가 멈추어지면서 팜플렛이 과도한 요금을 부과하고 아픈 사람들의 집을 약탈한 질병으로부터 폭리를 취하는 흑인 공동체에서 많은이들을 비난하며 돌기 시작하였다.  존스와 앨런은 자신들 소유의 팜플렛 〈1793년 필라델피아에서 늦은 끔찍한 재난이 일어난 동안 흑인들의 절차에 대한 이야기〉와 〈어떤 늦은 발간에서 그들에게 가해진 일부 비난에 대한 반박〉을 발간하면서 거짓 비난들에 답하였다.  팜플렛에서 이들은 다른이들이 그들에게 등을 돌렸을 때 아픈자와 사망자를 도운 흑인들의 용기있던 활동들을 문서화하였다.  그것들은 또한 지불 및 비용에 관한 상세한 회계를 포함하였다.  그들의 비용은 필라델피아 시장에 의하여 승인되었다.

## 미국에서 흑인 감독교회
아프리카 교회의 새로운 집은 결국 완료되었고 건물은 1794년 7월 17일에 봉납되었다.  그것은 필라델피아에서 흑인들을 위하여 지어진 첫 교회이자 국가에서 그런 종료의 처음 중의 하나였다.  회원들은 감리교회 혹은 잉글랜드 교회와 자신들을 제휴할 것인지 결정하는 데 만났다.  감리교회에서 자신들의 대우 때문에 다수는 잉글랜드 교회의 호의에 투표하였다.  앨런은 감리교가 흑인 성도들에게 더욱 적합하였고 몇몇의 신봉자들과 함께 아프리카 교회로부터 탈퇴했던 것을 믿었다.  존스는 그들이 펜실베이니아 감독관구에서 회원직을 신청하면서 자신의 회중의 단독 지도자로 남았다.  아프리카 교회는 자신들이 조직체로 받아들려지고 자신들의 지방 문제에 통제를 유지할 것을 의문하였다.  그들은 존스가 평신도 지도자 자격을 취득하고 자격을 갖추어 목사로서 안수 받을 것을 요구하였다.  펜실베이니아 감독교회 주교 윌리엄 화이트는 자유 아프리카 사회의 열렬한 지지자였다.  8월 12일 아프리카 교회는 세인트 토머스 아프리카 감독교회가 되었다.  그것은 정식적으로 1794년 10월 해마다 감독교회 집회에서 펜실베이니아주의 교구에 입회하였다.
10월 집회에서 존스는 평신도 지도자 자격을 취득하였고 그들이 지방 통치를 유지하는 데 허용될 교회의 요청은 승인되었다.  존스는 감독교회에서 안수를 위하여 후보로서 받아졌다.  같은 달에 그는 세인트 토머스 교회의 목사직을 받아들였다.  하지만 이어진 해의 집회에서 세인트 토머스 교회는 교회 집회들로 성직자 혹은 사절단을 보내면 안되고 감독교회의 정통 정부와 함께 방해되지 말야하 할 것이 결정되었다.
대부분의 감독교회 집사들이 안수를 위한 상태로서 그리스어와 라틴어를 배우는 데 요청되었던 동안 요구는 존스에게는 면제되었다.  화이트 주교는 1795년 8월 그를 집사로 안수하였다.  그의 지도 아래 세인트 토머스 교회는 빠르게 성장하였다.  1804년 9월 화이트 주교는 58세의 존스를 성직자로서 안수하였다.  그는 주요 종교적 교파에 의하여 안수되는 데 첫 아프리카계 미국인이었다.
존스는 자신의 일생의 나머지를 자신의 목사 업무와 자신의 공동체에서 인종적과 도덕적 개혁을 향하여 일하면서 보냈다.  펜실베이니아주에서 흑인들을 위하여 주가 지원하는 교육이 이용될 수 없었기 때문에 존스는 자신 소유의 학교들을 시작하였다.  그는 노예제의 즉시 폐지를 위하여 주의 입법부와 의회를 청원하였다.  1808년 존스는 노예 무역의 폐지에 설교를 출판하였다.  의회는 1808년 노예의 수입을 금지시켰다.
북부에서 자유 흑인들의 수가 증가하면서 그들을 국외로 수송하는 관심도 또한 자라났다.  노예제를 반대한 많은 백인들도 또한 인종적으로 섞인 사회를 반대하였다.  1817년 존스는 자유 흑인들을 아프리카로 수송하는 계획을 비난하는 데 대략의 집회를 결성하는 도움을 주었다.

## 사망
1818년 2월 13일 71세의 나이에 필라델피아의 저택에서 사망하였다.  흑인과 백인들 모두 참석한 장례식이 열린 후, 존스는 세인트 토머스의 교회 마당에 안장되었다.

## 추가 자료
- "Leadership Gallery: The Reverend Absalom Jones, 1746–1818", Episcopal Church Archives
- Lewis, Harold T., The Reverend Canon, "Absalom Jones: A Model for Self-Determinatiohttps://ko.wikipedia.org/w/index.php?title=%EC%95%95%EC%82%B4%EB%A1%AC_%EC%A1%B4%EC%8A%A4&action=submit#n", sermon, Christ Church Cathedral, Hartford, Connecticut, Sunday February 10, 1991.
- Absalom Jones. "Free Black Petition to Congress, 1797" ISBN 978-0-312-64883-1 (Volume 1, 2013)